# Cuculiformes
Cucii sunt păsări din familia Cuculidae, singurul taxon din ordinul Cuculiformes. Familia Cuculidae conține 150 de specii, care sunt împărțite în 33 de genuri. 

## Descriere
Cucii sunt păsări de talie medie care variază în mărime de la micul cuc de bronz, cu 17 g și 15 cm, până la păsări moderat de mari, cu lungimi cuprinse între 60-80 cm, cum ar fi cucul gigant din Madagascar, cucul de pământ cu cioc de coral din Indochina și diferite cuci mari din Indo-Pacific, cum ar fi cucul goliat din Halmahera, cucul Timor, cucul cu cap de bivol, cucul cu cioc de fildeș, cucul violaceu și forme mai mari de cucul fazan. Scythrops novaehollandiae, cu 630 g și 63 cm  este cel mai mare cuc parazit. În general, dimorfismul sexual în ceea ce privește dimensiunea este redus, dar atunci când există, fie masculul, fie femela pot fi mai mari.

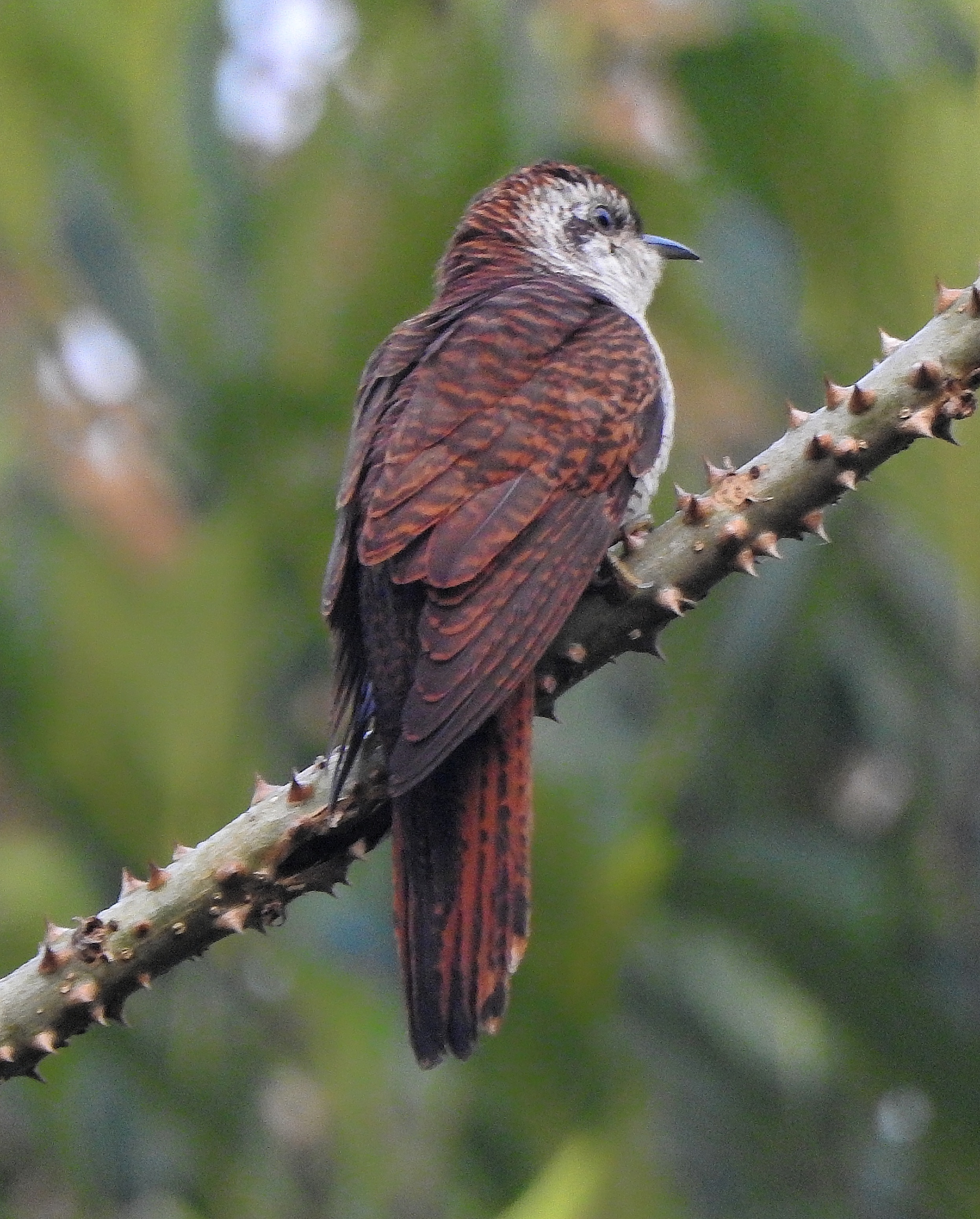
Cacomantis sonneratii

Una dintre cele mai importante caracteristici distinctive ale familiei o reprezintă picioarele, care sunt zigodactile, ceea ce înseamnă că cele două degete interioare sunt îndreptate înainte, iar cele două exterioare înapoi. Cele două forme de bază ale corpului sunt speciile arboricole (cum ar fi cucul comun), care sunt subțiri și au tarsuri scurte, și speciile terestre, care sunt mai grele și au tarsuri lungi. Aproape toate speciile au cozi lungi, care sunt folosite pentru direcție la speciile terestre și drept cârmă în timpul zborului la speciile arboricole. Forma aripilor variază, de asemenea, în funcție de stilul de viață; speciile mai migratoare, cum ar fi cucul cu cioc negru, au aripi lungi și înguste, capabile de un zbor puternic și direct, iar cucii tereștri și sedentari au aripi mai scurte și rotunjite și un zbor mai laborios, planat.
Subfamilia Cuculinae cuprinde cucii parazitari din Lumea Veche. Aceștia tind să se conformeze formei clasice, cu coadă (de obicei) lungă, picioare scurte, aripi lungi și înguste și un stil de viață arboricol. Cea mai mare specie, cucul uriaș, are, de asemenea, cel mai mare cioc din familie, semănând cu cel al unui păsări rinocer. Tribul Phaenicophaeini cuprinde cucii neparaziți din Lumea Veche. Sunt cuci mai mult tereștri, cu picioare puternice și adesea lungi și aripi scurte și rotunjite. Au un penaj mai strălucitor și pielea goală în jurul ochilor de o culoare aprinsă. Genurile din subfamilia Coccyzinae sunt, de asemenea, arboricole și cu coada lungă, cu un număr de forme insulare mari. Cucii tereștri din Lumea Nouă sunt asemănători cu cei din Asia, având picioare lungi, care poate atinge viteze de 30 km/h atunci când urmărește prada.
Penele cucilor sunt în general moi și adesea se îmbibă cu apă în caz de ploaie puternică. Familia prezintă variații considerabile în ceea ce privește penajul. Unele specii, în special paraziții, au un penaj de camuflaj, în timp ce altele au un penaj strălucitor și elaborat.

## Comportament

### Reproducere
Cucii sunt un grup de păsări extrem de divers în ceea ce privește sistemele de reproducere. Majoritatea sunt monogami, dar există și excepții. Cucul anis și cucul guira își depun ouăle în cuiburi comune, care sunt construite de toți membrii grupului. Incubația, clocirea și apărarea teritoriului sunt împărțite de toți membrii grupului. Acest comportament de cuibărit în grup nu este complet cooperant; femelele concurează și pot elimina ouăle altora atunci când le depun pe ale lor. Poliandria a fost confirmată la cucul negru african și se bănuiește că există și la ceilalți cuci, explicând poate dimorfismul sexual inversat din grup.
Majoritatea speciilor de cuci își construiesc singure cuiburile, deși o largă minoritate se ocupă cu parazitarea puilor. Majoritatea acestor specii își fac cuiburile în copaci sau tufișuri, dar cucii își depun ouăle în cuiburi pe sol sau în tufișuri joase. Deși în unele ocazii cucii neparaziți parazitează alte specii, părintele ajută totuși la hrănirea puiului. Cuiburile cucilor variază în același mod ca și sistemele de reproducere. Cucii neparaziți depun ouă albe, dar multe dintre speciile parazite depun ouă colorate, pentru a se potrivi cu cele ale gazdelor lor paserine. Puii tuturor speciilor sunt altrici. Cucii neparaziți părăsesc cuibul înainte de a putea zbura, iar unele specii din Lumea Nouă au cele mai scurte perioade de incubație dintre păsări.

## Taxonomie și sistematică

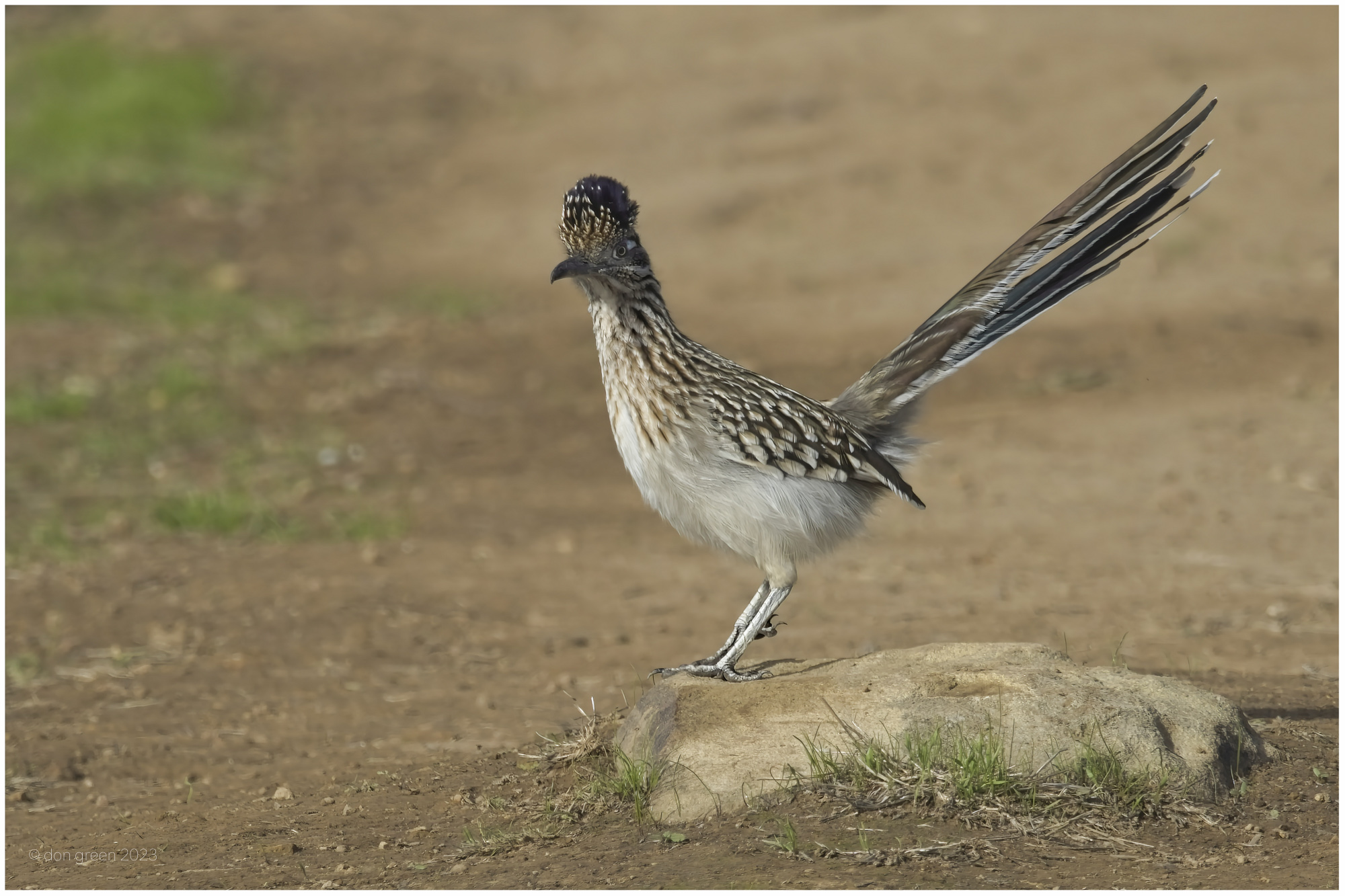
Geococcyx californianus

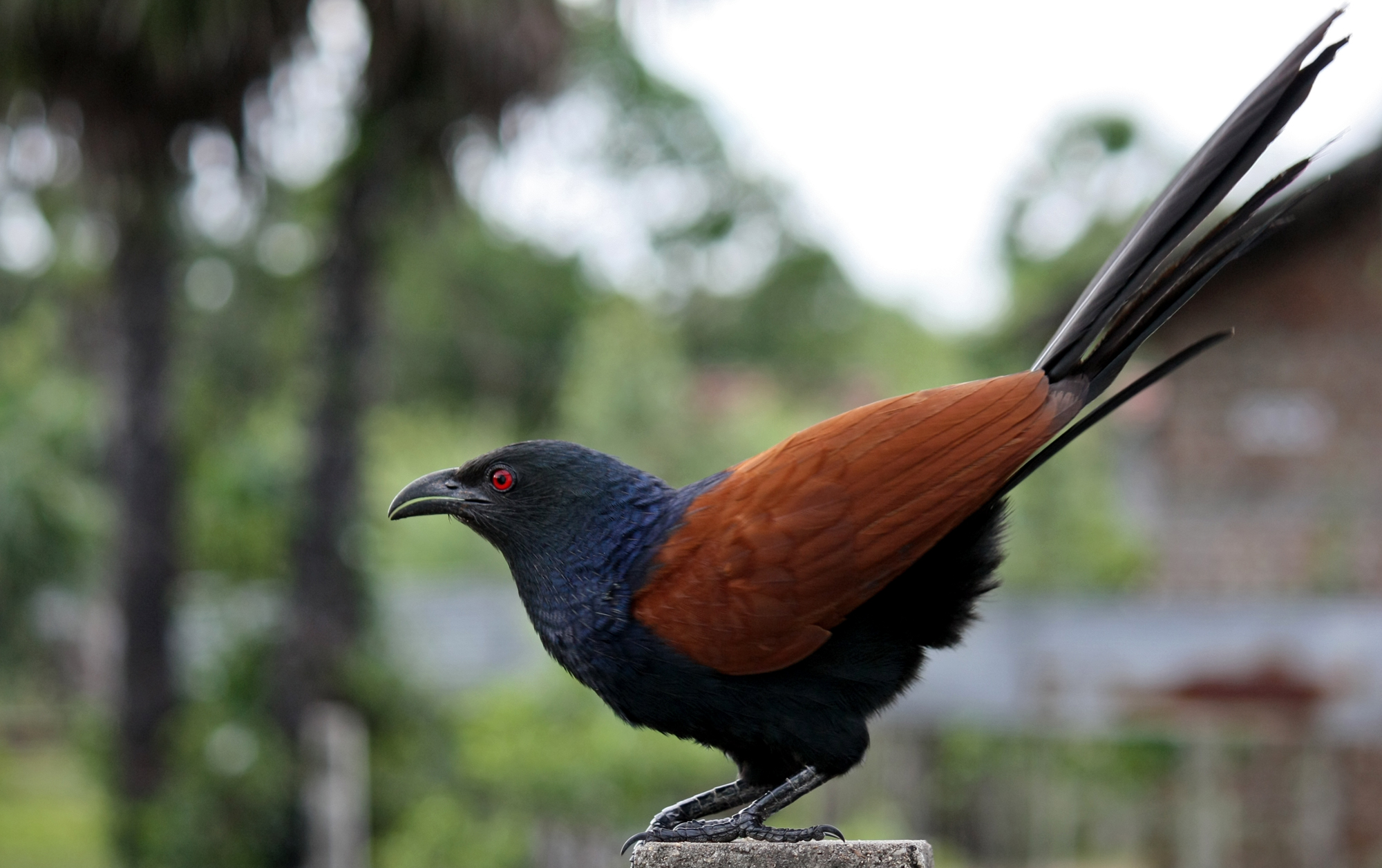
Centropus sinensis

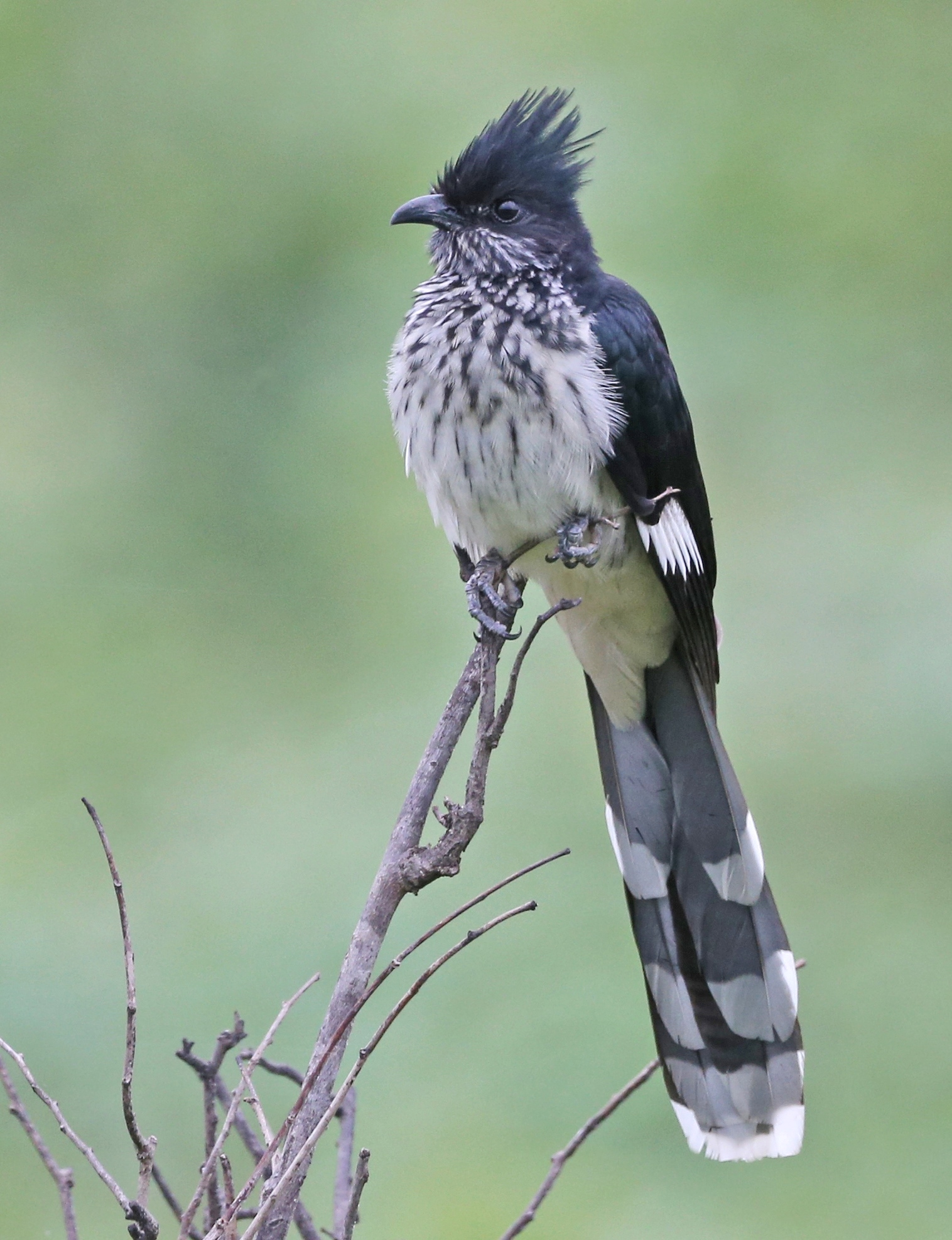
Clamator levaillantii

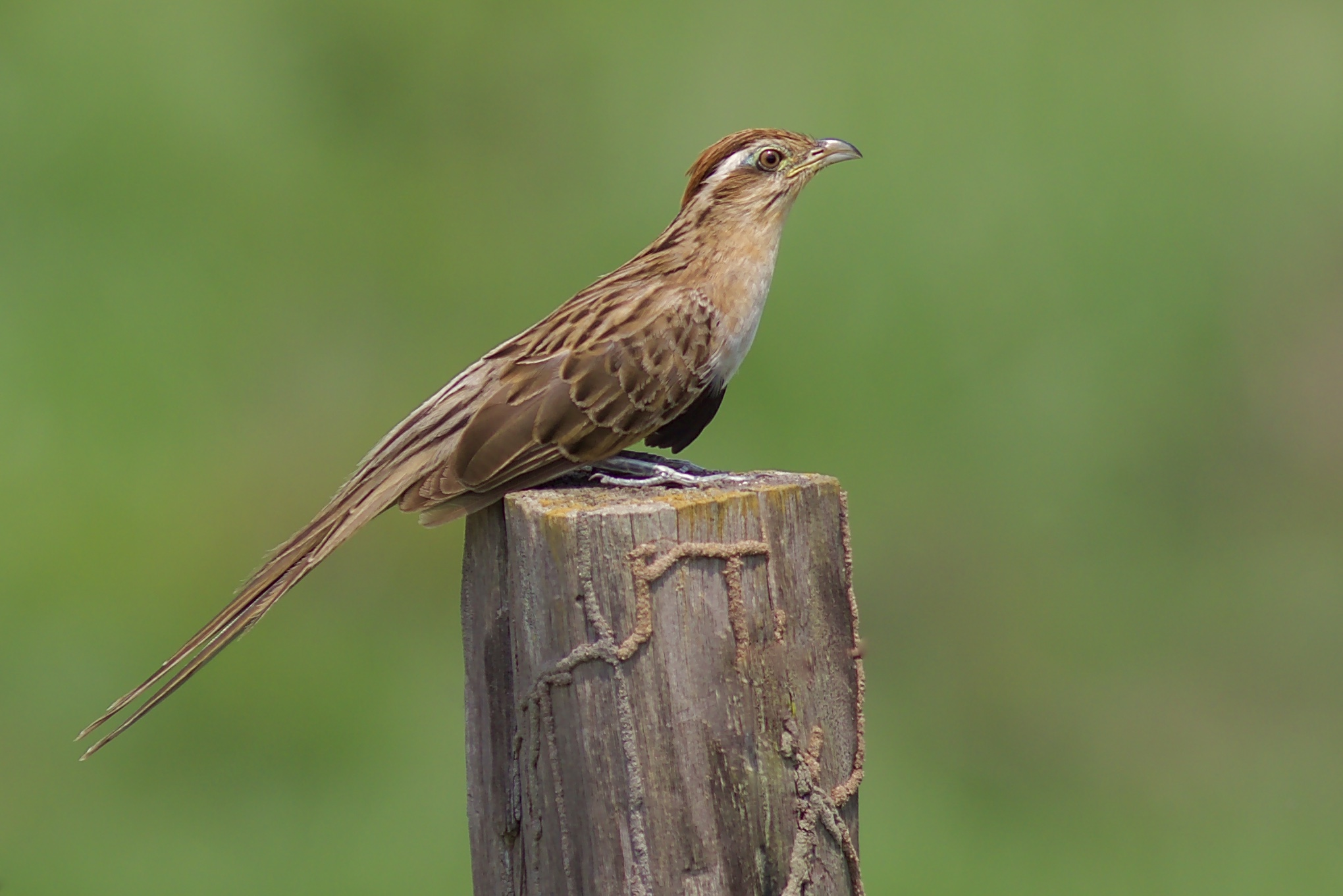
Tapera naevia

Familia Cuculidae conține 150 de specii care sunt împărțite în 33 de genuri. Aceste numere includ două specii care au dispărut în timpurile istorice: cucul mâncător de melci din Madagascar și cucul din Sfânta Elena, care este plasat în genul său propriu Nannococcyx.
- Subfamilia Crotophaginae
  - Genul Crotophaga – (3 specii)
  - Genul Guira
- Subfamilia Neomorphinae
  - Genul Dromococcyx – (2 specii)
  - Genul Morococcyx
  - Genul Geococcyx – (2 specii)
  - Genul Neomorphus – (5 specii)
  - Genul Tapera
- Subfamilia Centropodinae
  - Genul Centropus – (29 specii)
- Subfamilia Couinae
  - Genul Carpococcyx – (3 specii)
  - Genul Coua – (9 specii)
- Subfamilia Cuculinae
  - Genul Rhinortha
  - Tribul Phaenicophaeini
  - Genul Ceuthmochares – (2 specii)
  - Genul Clamator – (4 specii)
  - Genul Coccycua – (3 specii)
  - Genul Coccyzus – (13 specii)
  - Genul Dasylophus – (2 specii)
  - Genul Piaya – (2 specii)
  - Genul Phaenicophaeus – (6 specii)
  - Genul Rhamphococcyx
  - Genul Taccocua
  - Genul Zanclostomus
  - Tribul Cuculini
  - Genul Cuculus – (11 specii)
  - Genul Cacomantis – (10 specii)
  - Genul Cercococcyx – (4 specii)
  - Genul Chrysococcyx – (13 specii)
  - Genul Eudynamys – (3 specii)
  - Genul Hierococcyx – (8 specii)
  - Genul Microdynamis
  - Genul Pachycoccyx
  - Genul Scythrops
  - Genul Surniculus – (4 specii)
  - Genul Urodynamis